# Mesocapnia silvatica
Mesocapnia silvatica är en bäcksländeart som beskrevs av Raušer 1968. Mesocapnia silvatica ingår i släktet Mesocapnia och familjen småbäcksländor. Inga underarter finns listade i Catalogue of Life.